# Световно първенство по водни спортове
Световното първенство по водни спортове е световно първенство в дисциплините: Плуване, Скокове във вода, Плуване в открити води, Синхронно плуване и водна топка. Световното първенство се контролира от ФИНА, състезанията се провеждат на 50-метров басейн.
Световното първенство по водни спортове се провежда за пръв път през 1973 г. и се състои на всеки две години. В периода 1978 – 1998 г. Световното първенство се провежда през 4 г. От 2001 г. насам, първенството е през две години, на всяка нечетна година.

## История
| Година | Дата                    | Първенство                                  | Местоположение                   | # Състезатели | # Състезания                 |
| ------ | ----------------------- | ------------------------------------------- | -------------------------------- | ------------- | ---------------------------- |
| 1973   | 31 август – 9 септември | I Световно първенство по водни спортове     | Белград, Югославия               | 686           | 18 (м), 19 (ж)               |
| 1975   | 19 – 27 юли             | II Световно първенство по водни спортове    | Кали, Колумбия                   | 682           | 18 (м), 19 (ж)               |
| 1978   | 20 – 28 август          | III Световно първенство по водни спортове   | Западен Берлин, Западна Германия | 828           | 18 (м), 19 (ж)               |
| 1982   | 29 юли – 8 август       | IV Световно първенство по водни спортове    | Гуаякил, Еквадор                 | 848           | 18 (м), 19 (ж)               |
| 1986   | 13 – 23 август          | V Световно първенство по водни спортове     | Мадрид, Испания                  | 1119          | 19 (м), 22 (ж)               |
| 1991   | 3 – 13 януари           | VI Световно първенство по водни спортове    | Пърт, Австралия                  | 1142          | 21 (м), 24 (ж)               |
| 1994   | 1 – 11 септември        | VII Световно първенство по водни спортове   | Рим, Италия                      | 1400          | 21 (м), 24 (ж)               |
| 1998   | 8 – 17 януари           | VIII Световно първенство по водни спортове  | Пърт, Австралия (2)              | 1371          | 26 (м), 29 (ж)               |
| 2001   | 16 – 29 юли             | IX Световно първенство по водни спортове    | Фукуока, Япония                  | 1498          | 29 (м), 32 (ж)               |
| 2003   | 12 – 27 юли             | X Световно първенство по водни спортове     | Барселона, Испания               | 2015          | 29 (м), 33 (ж)               |
| 2005   | 16 – 31 юли             | XI Световно първенство по водни спортове    | Монреал, Канада                  | 1784          | 29 (м), 33 (ж)               |
| 2007   | 18 март – 1 април       | XII Световно първенство по водни спортове   | Мелбърн, Австралия               | 2158          | 29 (м), 36 (ж)               |
| 2009   | 17 юли – 2 август       | XIII Световно първенство по водни спортове  | Рим, Италия (2)                  | 2556          | 29 (м), 36 (ж)               |
| 2011   | 16 – 31 юли             | XIV Световно първенство по водни спортове   | Шанхай, Китай                    | 2220          | 29 (м), 36 (ж)               |
| 2013   | 19 юли – 4 август       | XV Световно първенство по водни спортове    | Барселона, Испания (2)           | 2293          | 30 (м), 37 (ж), 1 (смесено)  |
| 2015   | 24 юли – 9 август       | XVI Световно първенство по водни спортове   | Казан, Русия                     | 2400          | 30 (м), 37 (ж), 8 (смесено)  |
| 2017   | 14 – 30 юли             | XVII Световно първенство по водни спортове  | Будапеща, Унгария                | 2360          | 30 (м), 37 (ж), 8 (смесено)  |
| 2019   | 12 – 28 юли             | XVIII Световно първенство по водни спортове | Куанджу, Южна Корея              | 2623          | 30 (м), 38 (ж), 8 (смесено)  |
| 2022   | 18 юни – 3 юли          | XIX Световно първенство по водни спортове   | Будапеща, Унгария (2)            | 2034          | 29 (м), 37 (ж), 8 (смесено)  |
| 2023   | 14 – 30 юли             | XX Световно първенство по водни спортове    | Фукуока, Япония                  | 2392          | 31 (м), 33 (ж), 11 (смесено) |
| 2024   | 2 – 18 февруари         | XXI Световно първенство по водни спортове   | Доха, Катар                      | 2603          | 31 (м), 33 (ж), 11 (смесено) |
| 2025   | 11 юли – 3 август       | XXII Световно първенство по водни спортове  | Сингапур                         |               |                              |
| 2027   |                         | XXIII Световно първенство по водни спортове | Будапеща, Унгария (3)            |               |                              |
| 2029   |                         | XXIV Световно първенство по водни спортове  | Пекин, Китай                     |               |                              |